# Himantoides
Himantoides is een geslacht van vlinders uit de onderfamilie Macroglossinae van de familie pijlstaarten (Sphingidae).

## Soorten
- Himantoides undata (Walker, 1856)